# Трендафилос Самарас
Трендафилос Самарас, известен като капитан Карапиперис (на гръцки: Τριαντάφυλλος Σαμαράς, Καραπιπέρης), е гръцки революционер, деец на гръцката въоръжена пропаганда в Македония от началото на XX век.

## Биография
Трендафилос Самарас е роден в град Сятища, тогава в Османската империя, в семейството на участници в защитата на Месолонги по времето на Гръцката война за независимост от 1821 година. Получава основно образование в родния си град, а по-късно се включва в гръцкото андартско движение. През 1906 година бяга от Трикала, където става четник на Георгиос Диконимос. През март същата година с четите си започват обиколка в Пелагония и Пелистер, но заради суровите зимни условия се прехвърлят в Корещата при Захариас Пападас. В района преследват четата на Митре Влаха и водят няколко сражения с турски аскер, като при Бесвина търпят сериозни загуби и се изтеглят от областта, за да се реорганизират в Раково.
През 1907 година действа с четите на Павлос Нерандзис и Димитриос Папавиерос в Мариово и Прилепско. Участва в сражение при Лехово заедно с четата на Лукас Кокинос. В битка в Бешище обединените чети на Самарас, Йоанис Каравитис, Емануил Николудис, Емануил Кацигарис, Стефос Григориу и Павлос Нерандзис разбиват турски табор, заради което като отмъщение турските власти организират клане на гръцките затворници в Битоля. Самарас участва в сражение с българска чета на ВМОРО при Полчище, където е убит войводата Василов. След Младотурската революция от юли 1908 година Самарас се легализира и разпуска четата си. През 1911 година подновява четническата си дейност, убива влаха Денчо, смятан за убиец на гръцкия гревенски митрополит Емилианос Лазаридис.
Трендафилос Самарас участва в Балканските войни, като действа заедно с четата на Стефос Григориу и участва в освобождението на Гревенско и Сятищко.